# لم الشمل (فلم)
لم الشمل (بالإنجليزية: The Reunion) هو فيلم حركة تم إنتاجه في الولايات المتحدة وصدر سنة 2011 بطولة جون سينا وإيمي سمارت وإيثان إمبري.

## القصة
بعد وفاة والدها ، تم تكليف نينا بتحقيق أمنيته الأخيرة - إعادة إخوتها الثلاثة معًا ... سام، شرطي متشدد معلق حاليًا ؛ ليو ، ضابط الكفالة متعجرف الفم بصوت عالٍ ؛ ودوغلاس ، وهو لص وسيم يبلغ من العمر 20 عامًا خرج حديثًا من السجن. عندما يكتشف ليو الخدعة التي تعهد بها بالكثير من المال للاشتباه في قيامه باختطاف أحد أغنى الرجال في البلاد ، فإنه يقنع شقيقيه بالانضمام إليه في ما سيصبح مغامرة خطيرة ومبهجة.

## وصلات خارجية
لم الشمل على موقع IMDb (الإنجليزية)
- لم الشمل على موقع ميتاكريتيك (الإنجليزية)
- لم الشمل على موقع روتن توميتوز (الإنجليزية)
- لم الشمل على موقع ألو سيني (الفرنسية)
- لم الشمل على موقع قاعدة بيانات الفيلم (الإنجليزية)
- لم الشمل على موقع ليتربوكسد (الإنجليزية)
- لم الشمل على موقع كينوبويسك (الروسية)